# Teatro al Parco
Il Teatro al Parco è un teatro stabile di Parma, situato all'interno del Parco Ducale.

## Storia
L'edificio fu costruito tra il 1939 e il 1941 quale sede di esposizioni fieristiche su iniziativa del Comune di Parma, che incaricò del progetto l'ingegner Ugo Pescatori.
Le rassegne, denominate dall'anno successivo Mostre delle Conserve Alimentari, antesignane dell'odierna Cibus, si tennero annualmente nel padiglione per circa quarant'anni senza interruzioni, ad eccezione di una parentesi durante la seconda guerra mondiale, fino alla costruzione nel 1985 del quartiere fieristico nei pressi di Baganzola.
Nel 1987 il Comune decise di destinare l'edificio ormai inutilizzato a teatro pubblico, affidandolo in seguito ad una convenzione alla "Compagnia delle Briciole", nata nel 1976 a Reggio Emilia e trasferitasi nel 1979 a Parma, ove nel 1981 costituì il Centro stabile in Italia di Produzione, programmazione e ricerca teatro ragazzi e giovani, in seguito divenuto Teatro stabile di Innovazione.
Nei primi anni del 2000 l'edificio fu completamente ristrutturato, realizzando una sala da 400 posti a sedere ed una da 150.
Nel 2007 il Teatro delle Briciole, il Cinema Edison e la Società dei Concerti si fusero nella Solares Fondazione delle Arti, che gestisce, oltre al Teatro al Parco, il Teatro Cinghio, con sede a Parma nel quartiere Montanara.

## Descrizione

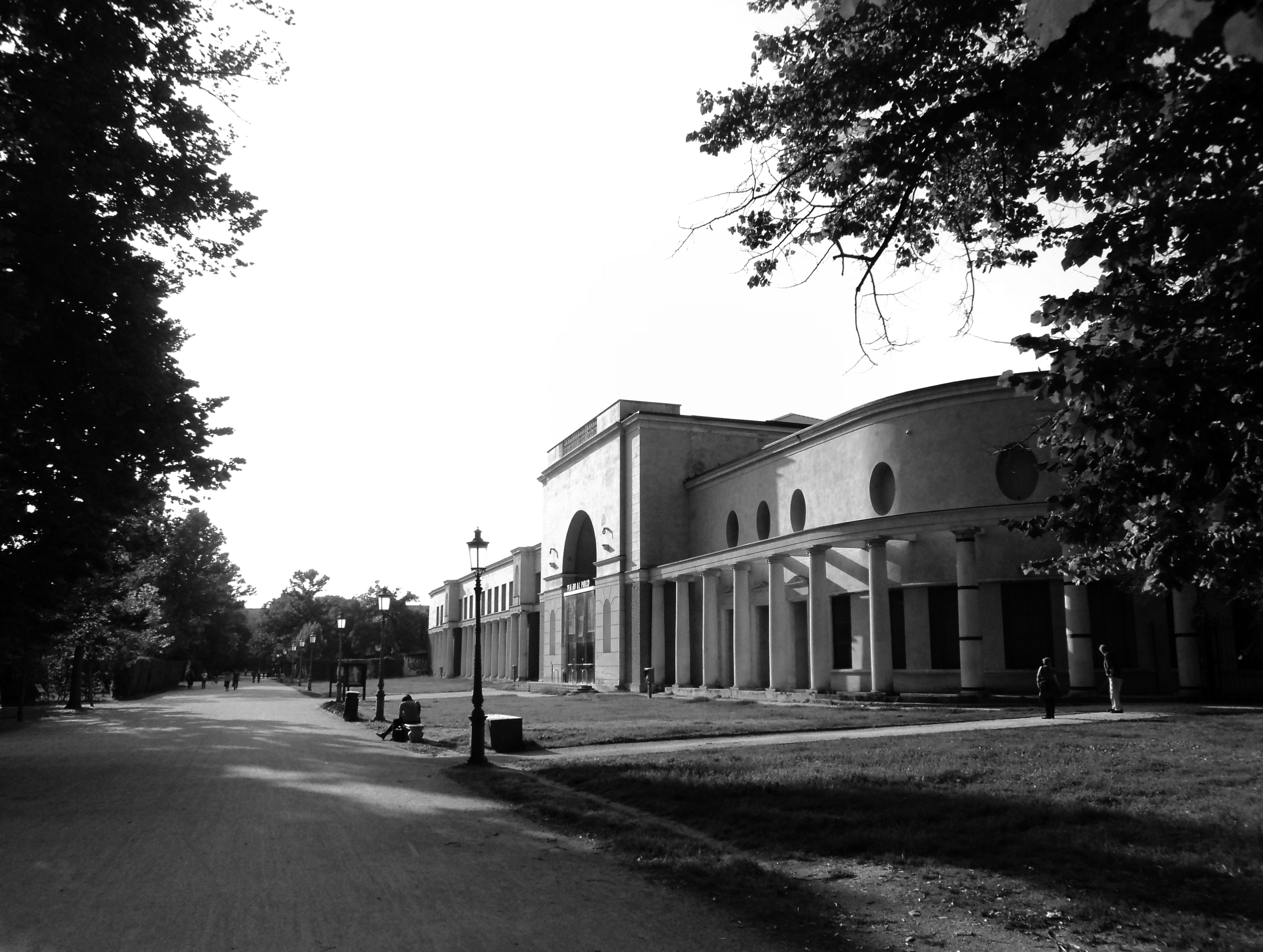
Facciata principale

Il palazzo, in stile razionalista, si sviluppa su due piani fuori terra per complessivi 3500 m² coperti.
All'esterno è caratterizzato dal porticato di ordine dorico che corre lungo la facciata principale, che sul lato destro assume un andamento curvilineo. L'ingresso è posizionato all'interno di un corpo più alto, costruito su modello del neoclassico Casinetto Petitot.
All'interno si accede direttamente al foyer, caratterizzato al centro dalla copertura in vetro a forma di cupola ottagonale retta da otto colonne in calcestruzzo armato; realizzata nel corso dell'ultima ristrutturazione, l'apertura mette visivamente in comunicazione l'ingresso con gli uffici del primo piano.
Ai lati si aprono le due sale teatrali; la principale ospita una platea a gradinata della capienza di 400 posti a sedere, mentre la più piccola ha una gradinata mobile che può accogliere 150 persone.
Sul retro si trovano una sala prove, un laboratorio scenotecnico, la sartoria ed i magazzini.